# Abou Zakaria al Djamal
Abou Zakaria al Djamal (? - 3 janvier 2009) est un commandant du Hamas. Il est mort dans sa maison après un raid de Tsahal sur la bande de Gaza.